# Thực tiễn là tiêu chuẩn duy nhất để kiểm nghiệm chân lý

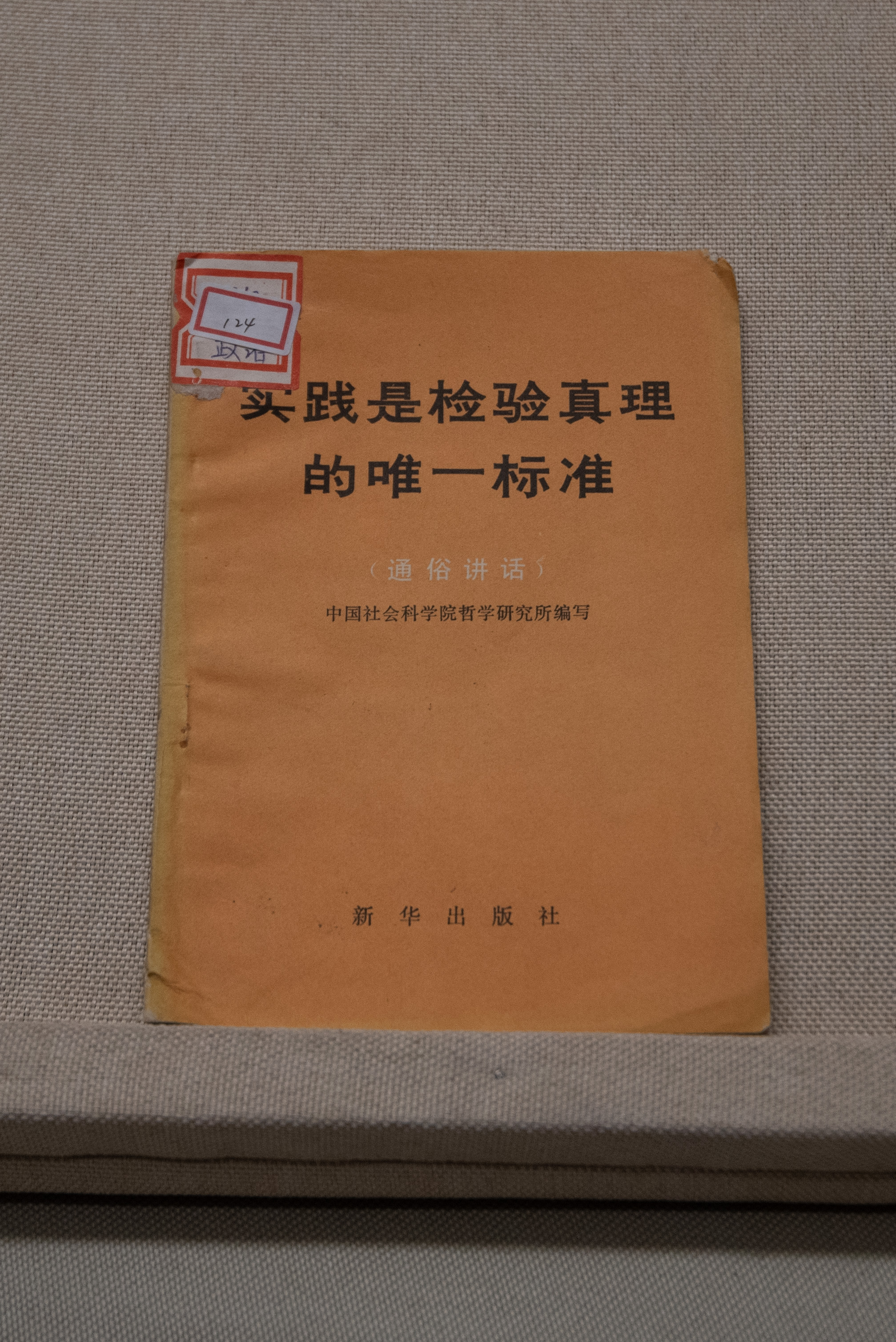
Ấn bản đầu tiên của cuốn sách Thực tiễn là tiêu chuẩn duy nhất để kiểm nghiệm chân lý do Sở Nghiên cứu Triết học Viện Khoa học Xã hội Trung Quốc biên soạn.

Thực tiễn là tiêu chuẩn duy nhất để kiểm nghiệm chân lý (tiếng Trung: 实践是检验真理的唯一标准; Hán-Việt: Thực tiễn thị kiểm nghiệm chân lí đích duy nhất
tiêu chuẩn; bính âm: Shíjiàn shì jiǎnyàn zhēnlǐ de wéiyī biāozhǔn) là bài viết ban đầu do giáo sư Khoa Triết học Đại học Nam Kinh Hồ Phúc Minh chấp bút, trải qua sự chỉnh sửa của nhiều người, cuối cùng mới được Hồ Diệu Bang, lúc đó là Bộ trưởng Bộ Tổ chức Trung ương Đảng Cộng sản Trung Quốc phê duyệt. Bài viết này được đăng trên Quang Minh nhật báo ngày 11 tháng 5 năm 1978, và trên Nhân dân nhật báo cùng Giải phóng quân báo vào ngày 12 tháng 5 cùng năm. Nó đánh dấu sự khởi đầu của cuộc thảo luận lớn về tiêu chuẩn chân lý ở Cộng hòa Nhân dân Trung Hoa và là một phần quan trọng trong chiến dịch "chuyển loạn thành chính" do Đặng Tiểu Bình lãnh đạo.
Qua bài viết này mà tác giả lên tiếng ủng hộ phản bác chủ nghĩa giáo điều và phát triển các giải pháp mới để đáp ứng những vấn đề kinh tế và xã hội hiện tại. Nó đã để lại ảnh hưởng lớn trong nội bộ Đảng Cộng sản Trung Quốc và được Đặng Tiểu Bình thông qua tại Hội nghị toàn thể lần thứ ba Ban Chấp hành Trung ương Đảng khóa XI vào cuối năm 1978. Trong quá trình tranh cãi vào đầu thời kỳ hậu Mao Trạch Đông, nhờ vào sự ủng hộ của Đặng, bài viết này trở thành đối trọng về mặt tư tưởng với triết lý Hai phàm là của Hoa Quốc Phong và giúp Đặng dần thay thế Hoa vươn lên nắm giữ quyền lực cao nhất của đảng và đất nước.